# Централноевропски међународни куп за аматере 1931/34.
Централноевропски међународни куп за аматере 1931/34. (енгл. 1931–1934 Central European Cup for Amateurs) је било друго и последње издање Централноевропског међународног купа за аматерске екипе. Овај турнир је освојила репрезентација Румуније, која је довела своју професионалну екипу, која је први и једини пут учествовала, док су остале три репрезентације биле аматерска.

## Коначан пласман и резултати
| Pos | Тим              | О | П | Н | И | ГД | ГП | ГР  | Бод. | Qualification |
| --- | ---------------- | - | - | - | - | -- | -- | --- | ---- | ------------- |
| 1   | Румунија (П)     | 6 | 4 | 1 | 1 | 16 | 9  | +7  | 9    | Победник      |
| 2   | Мађарска (А)     | 6 | 3 | 0 | 3 | 23 | 18 | +5  | 6    |               |
| 3   | Чехословачка (М) | 6 | 2 | 1 | 3 | 15 | 17 | −2  | 5    |               |
| 4   | Аустрија (А)     | 6 | 2 | 0 | 4 | 11 | 21 | −10 | 4    |               |

## Утакмице
| (А) Аустрија | 6—2      | Мађарска (А) |
| ------------ | -------- | ------------ |
|              | Извештај |              |

| (А) Аустрија | 3—1      | Чехословачка (М) |
| ------------ | -------- | ---------------- |
|              | Извештај |                  |

| (М) Чехословачка | 3—0      | Мађарска (А) |
| ---------------- | -------- | ------------ |
|                  | Извештај |              |

| (П) Румунија                               | 4—1      | Чехословачка (М) |
| ------------------------------------------ | -------- | ---------------- |
| Станчу 19’ · Кочиш 28’, 87’ · Гланцман 47’ | Извештај |                  |

| (А) Мађарска | 4—0      | Румунија (П) |
| ------------ | -------- | ------------ |
|              | Извештај |              |

| (П) Румунија                            | 4—1      | Аустрија (А) |
| --------------------------------------- | -------- | ------------ |
| Ковач 35’ · Кочиш 36’, 85’ · Бодола 44’ | Извештај |              |

| (М) Чехословачка | 5—0      | Аустрија (А) |
| ---------------- | -------- | ------------ |
|                  | Извештај |              |

| (А) Мађарска | 8—1      | Аустрија (А) |
| ------------ | -------- | ------------ |
|              | Извештај |              |

| (А) Аустрија | 0—1      | Румунија (П) |
| ------------ | -------- | ------------ |
|              | Извештај | Ронаи 1’     |

| (А) Мађарска | 8—3      | Аустрија (А) |
| ------------ | -------- | ------------ |
|              | Извештај |              |

| (П) Румунија                        | 5—1      | Мађарска (А) |
| ----------------------------------- | -------- | ------------ |
| Сепи 8’, 32’, 47’, 83’ · Биндеа 77’ | Извештај |              |

| (М) Чехословачка | 2—2      | Румунија (П)          |
| ---------------- | -------- | --------------------- |
|                  | Извештај | Ковач 28’ · Добаи 49’ |

## Белешка
1. ↑  (А) означава аматерску репрезентацију
2. ↑  (М) означава мешовиту репрезентацију састављену од аматера и професионалаца. За Чехословачку је пример Олдрих Неједли
3. ↑  (П) означава репрезентацију са професионалним фудбалерима